# Зелена (Гусятинська селищна громада)
Зеле́на — село в Україні, Тернопільська область, Чортківський район, Гусятинська селищна громада. До 2020 було підпорядковане колишній Коцюбинчицькій сільській раді.

## Розташування
Розташоване на правому березі р. Збруч, ліва притока Дністра, за 47 км від районного центру та за 16 км від найближчої залізничної станції Скала-Подільська.

## Історія
Перша письмова згадка датована 1648 роком[джерело?].
За статистикою, у селі в 1900 році — 722 жителі, 1910—687, 1921—482, 1931—528 жителів; у 1921 році — 115, 1931—111 дворів.
Мешканці села були малоземельні, тому чимало їх емігрувало на заробітки до Канади.
Під час німецько-радянської війни загинули або пропали безвісти у Червоній армії:
- Йосип Антонюк (нар. 1909),
- Іван Горобець (нар. 1906),
- Василь Горобець (нар. 1907),
- Михайло Антонович Катрусяк (нар. 1911),
- Михайло Іванович Катрусяк (нар. 1893),
- Михайло Кіндибал (нар. 1901),
- Євстахій Клибанович (нар. 1911),
- Мирон Маланчук (нар. 1907),
- Іван Музика (нар. 1911),
- Степан Музика (нар. 1907),
- Іван Назаркевич (нар. 1923),
- Мирон Процьків (нар. 1905),
- Петро Рублевський (нар. 1907),
- Антон Хамрик (нар. 1917),
- Роман Хрик (нар. 1911),
- Микола Шевчук (нар. 1906),
- Степан Шевчук (нар. 1908),
- Михайло Янкевич.

В УПА воювали Онуфрій Назаркевич, Йосип Процків, Борис Семенчук, Олекса Семенчук, Іван Степанів, Петро Шевчук, Яків Шевчук та інші місцеві жителі.
12 червня 2020 року, відповідно до розпорядження Кабінету Міністрів України № 724-р «Про визначення адміністративних центрів та затвердження територій територіальних громад Тернопільської області» увійшло до складу Гусятинської селищної громади.

19 липня 2020 року, в результаті адміністративно-територіальної реформи та ліквідації Гусятинського району, село увійшло до складу новоутвореного Чортківського району.

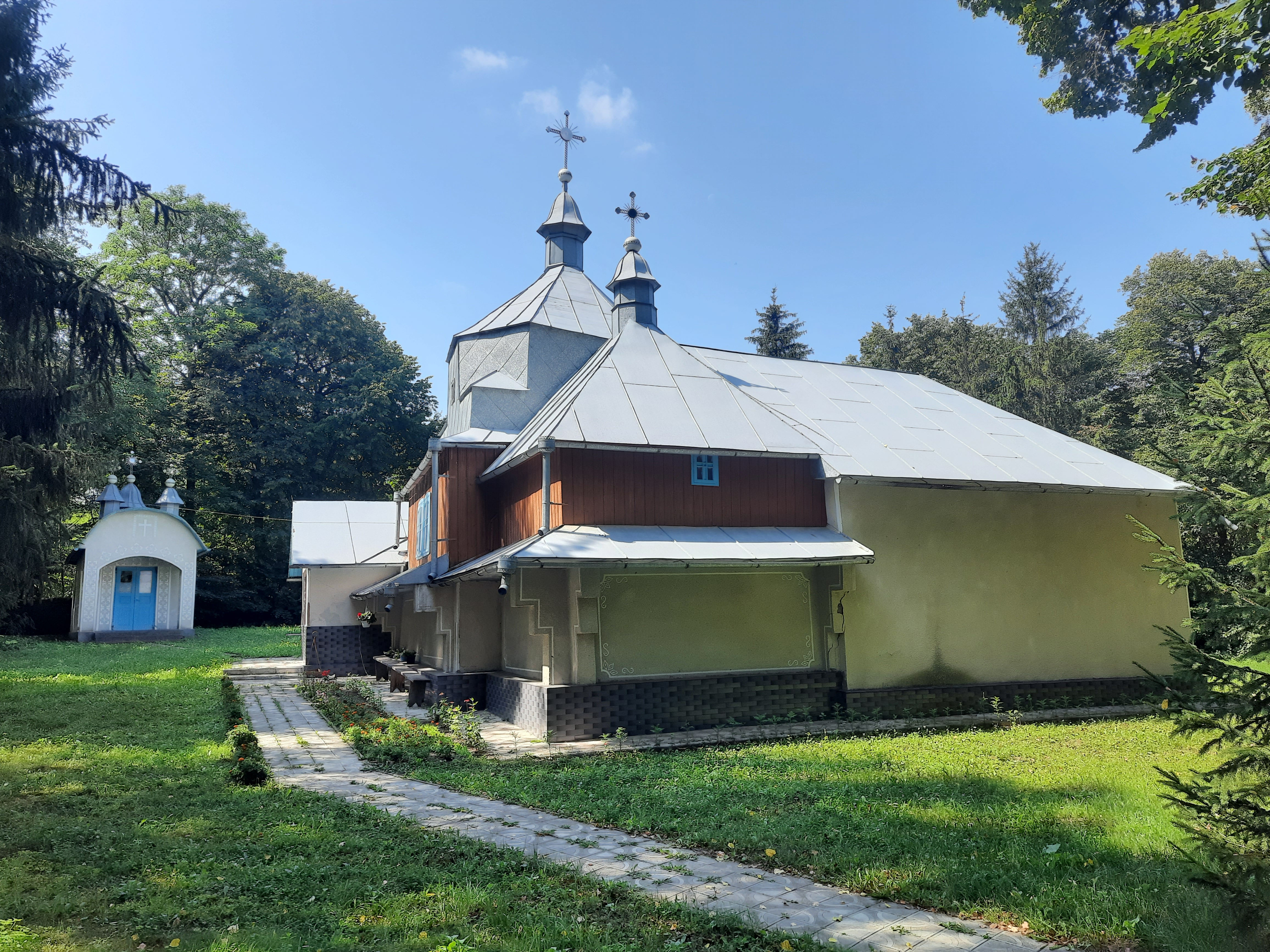
Церква Святого Апостола Івана Богослова

## Релігія
- церква святого апостола Івана Богослова (УГКЦ; 1725; дерев'яна; придбана громадою з містечка (нині — смт Скала-Подільська).

Каплички
- на честь скасування панщини (1864; відновлена),
- «фігурою» Божої Матері й ангелами (1993),
- капличка (1996).

## Пам'ятники
У 1992 році насипана символічна могила воякам УПА.

## Населення
| 722 | 528 | 115 | 111 | 93 | 72 |

### Мова
Розподіл населення за рідною мовою за даними перепису 2001 року:
| Мова       | Кількість | Відсоток |
| ---------- | --------- | -------- |
| українська | 139       | 98.56%   |
| російська  | 1         | 0.72%    |
| румунська  | 1         | 0.72%    |
| Усього     | 141       | 100%     |

## Соціальна сфера
Діяли читальня «Просвіти», бібліотека, філії товариств «Луг», «Сільський господар» та інша кооператива.
Нині працюють бібліотека, клуб, ФАП, фермерське господарство «Зоря», кооператив «Лісовий».

## Відомі люди

### Народилися
- Сергій Степанів (нар. 1974) — український співак;[6]
- Віра Троян (нар. 1940) — український доктор біологічних наук, громадська діячка, співавтор книги «Визначні постаті Тернопілля» (К., 2003).[7]

## Галерея

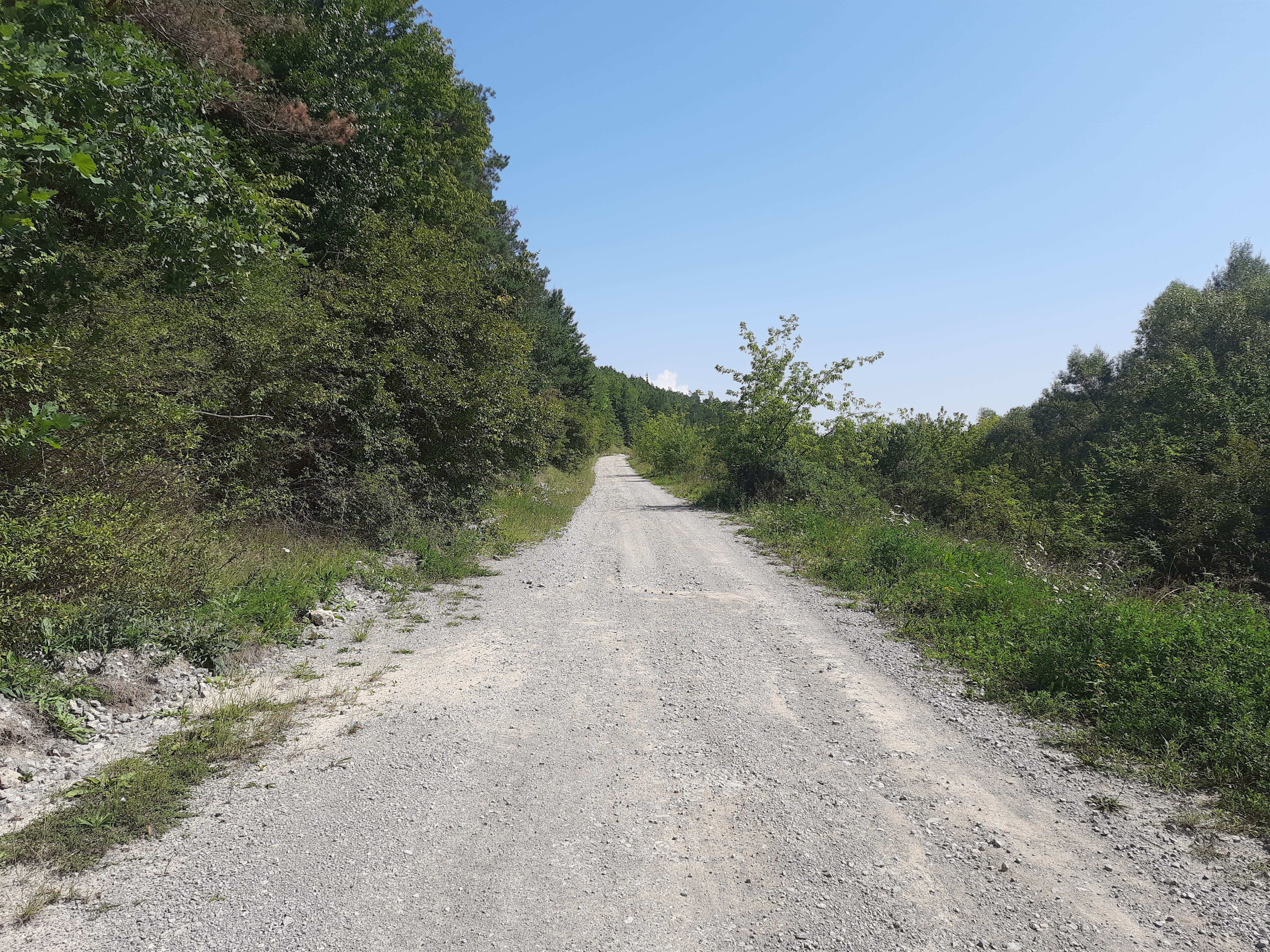
Дорога на село
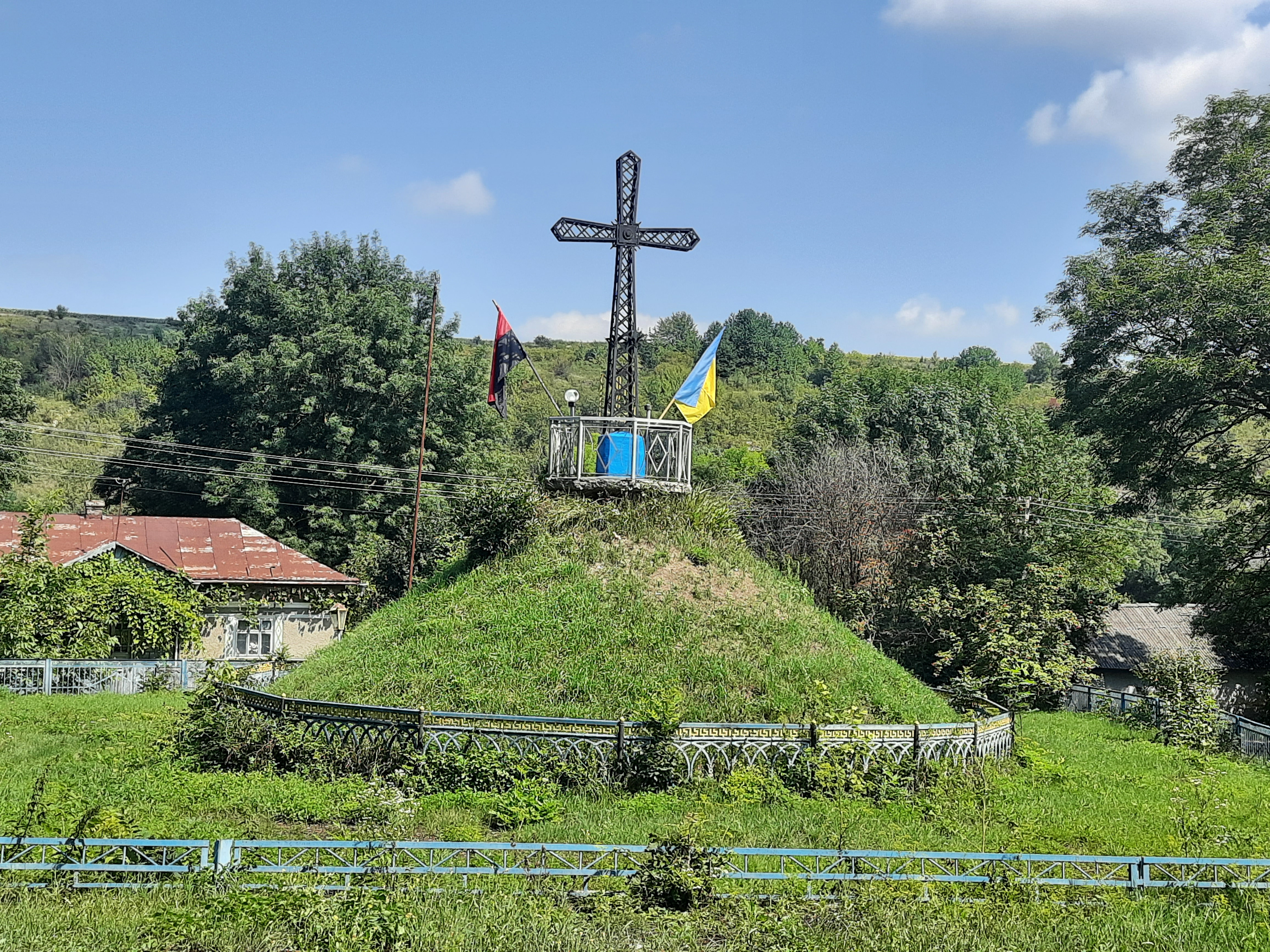
Символічна могила Борцям за волю України.
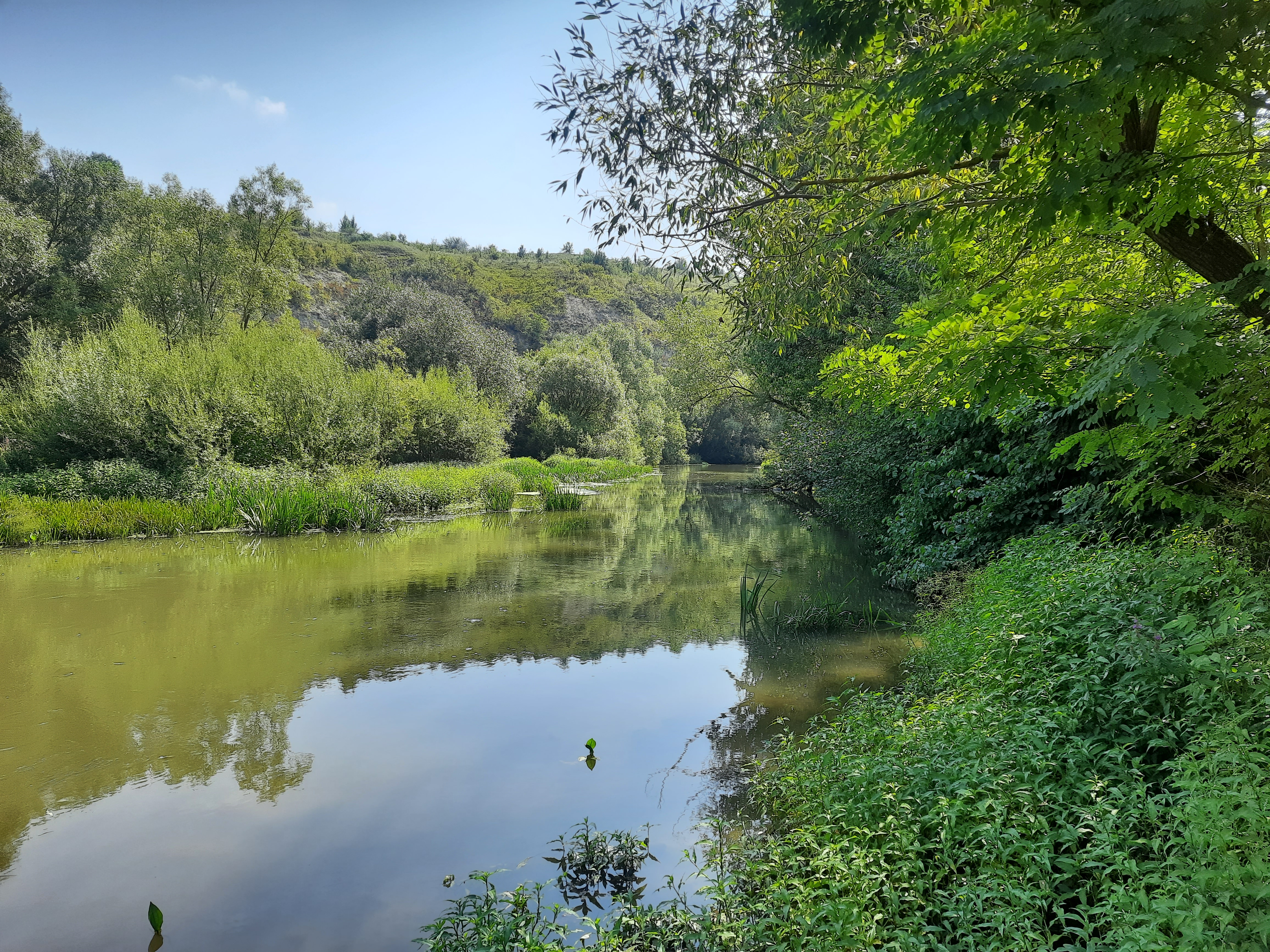
Річка Збруч біля села